# Kościół Narodzenia Najświętszej Maryi Panny w Szreniawie
Kościół Narodzenia Najświętszej Maryi Panny w Szreniawie – kościół Narodzenia NMP znajdujący się w województwie małopolskim, w powiecie miechowskim, w gminie Gołcza, w miejscowości Szreniawa.
Kościół, plebania, oraz kaplica grobowa rodziny Linowskich, wpisane zostały do rejestru zabytków nieruchomych województwa małopolskiego.

## Historia
Budynek murowany z cegły, z elementami kamiennymi, zaprojektowany przez Stanisława Szpakowskiego, wybudowany został w latach 1903–1909, w miejscu starszej drewnianej świątyni z 1727 roku. 
Kościół poświęcił bp Augustyn Łosiński 4 czerwca 1930 roku.
 W lipcu 1986 roku miał miejsce pożar kościoła. Naruszona została konstrukcja dużej wieży, a mała wieża uległa całkowitemu zniszczeniu. Wnętrza zostały zalane wodą, a konstrukcja dachu mocno uszkodzona. Zniszczony został w większości wystrój wnętrza.

## Architektura
Obiekt neogotycki, trójnawowy z transeptem, bazylikowy, przykryty sklepieniem. W fasadzie wysoka wieża. 

## Wyposażenie wnętrza
Wyposażenie wnętrza późnobarokowe i neogotyckie
- neogotycka rzeźba Matki Bożej w feretronie z około 1420 roku[3];
- dzwon z 1498 roku[3];
- ołtarze boczne oraz Drogę Krzyżową wykonał lokalny artysta Franciszek Zaręba[6].

## Plebania
Plebania murowana, parterowa o cechach późnobarokowych z końca XVIII wieku. 
Dach łamany, kryty gontem.

## Kaplica grobowa rodziny Linowskich
Neogotycka, ceglana kaplica grobowa wybudowana w 1868 roku, detale wykonane z cegły profilowanej. Fundatorem był Stanisław Linowski, architektem Filip Pokutyński.

## Galeria

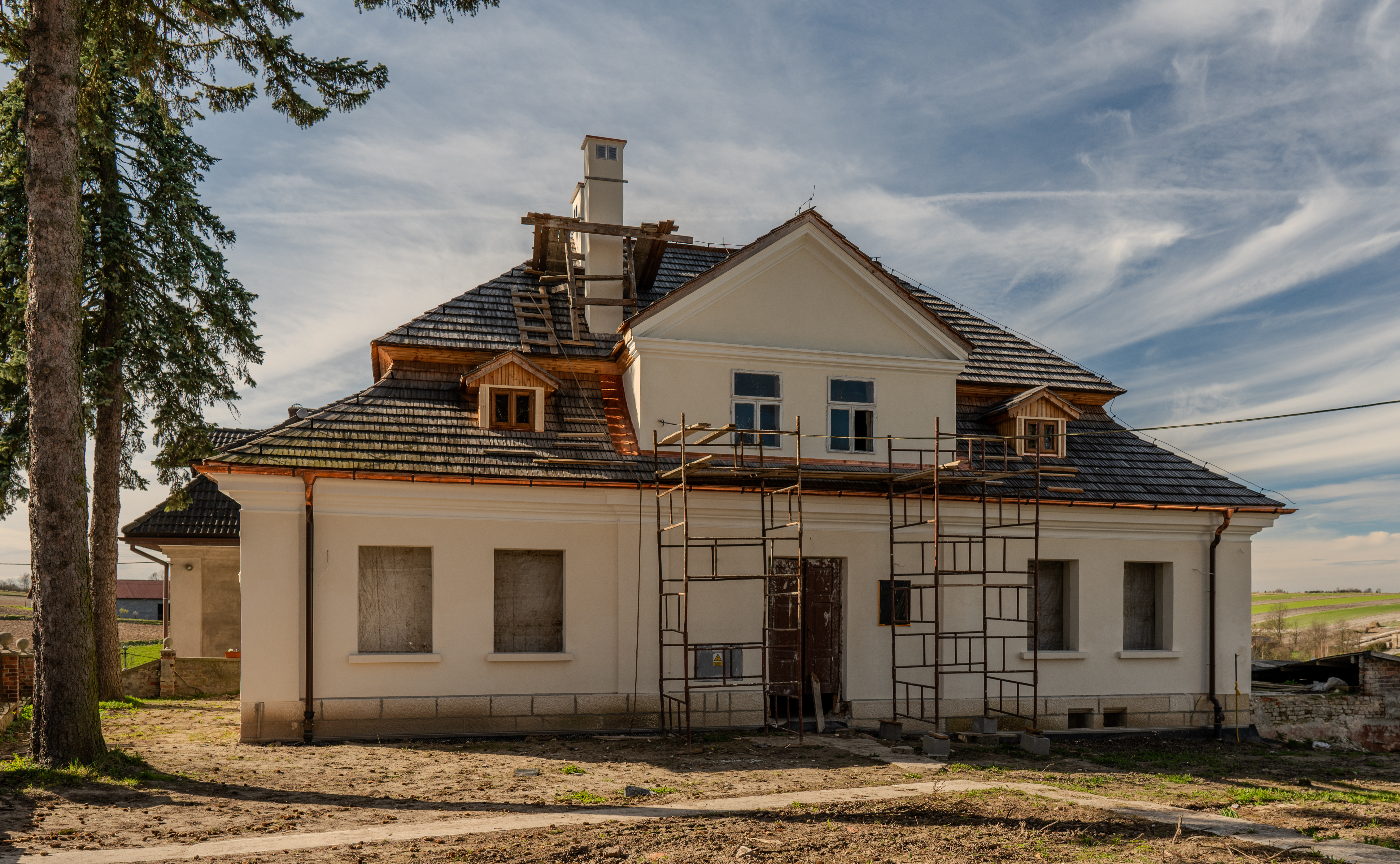
Plebania
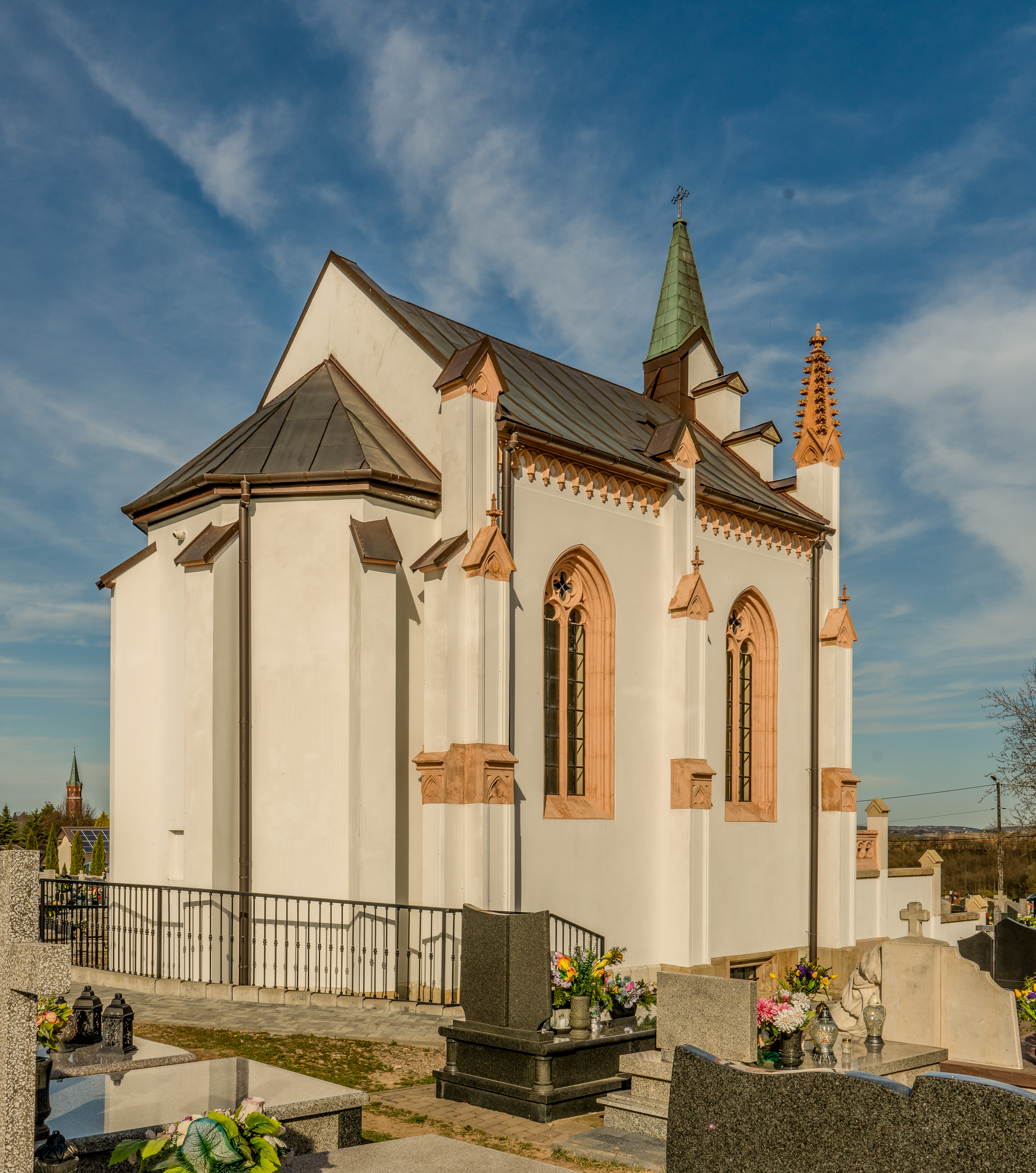
Kaplica grobowa Linowskich
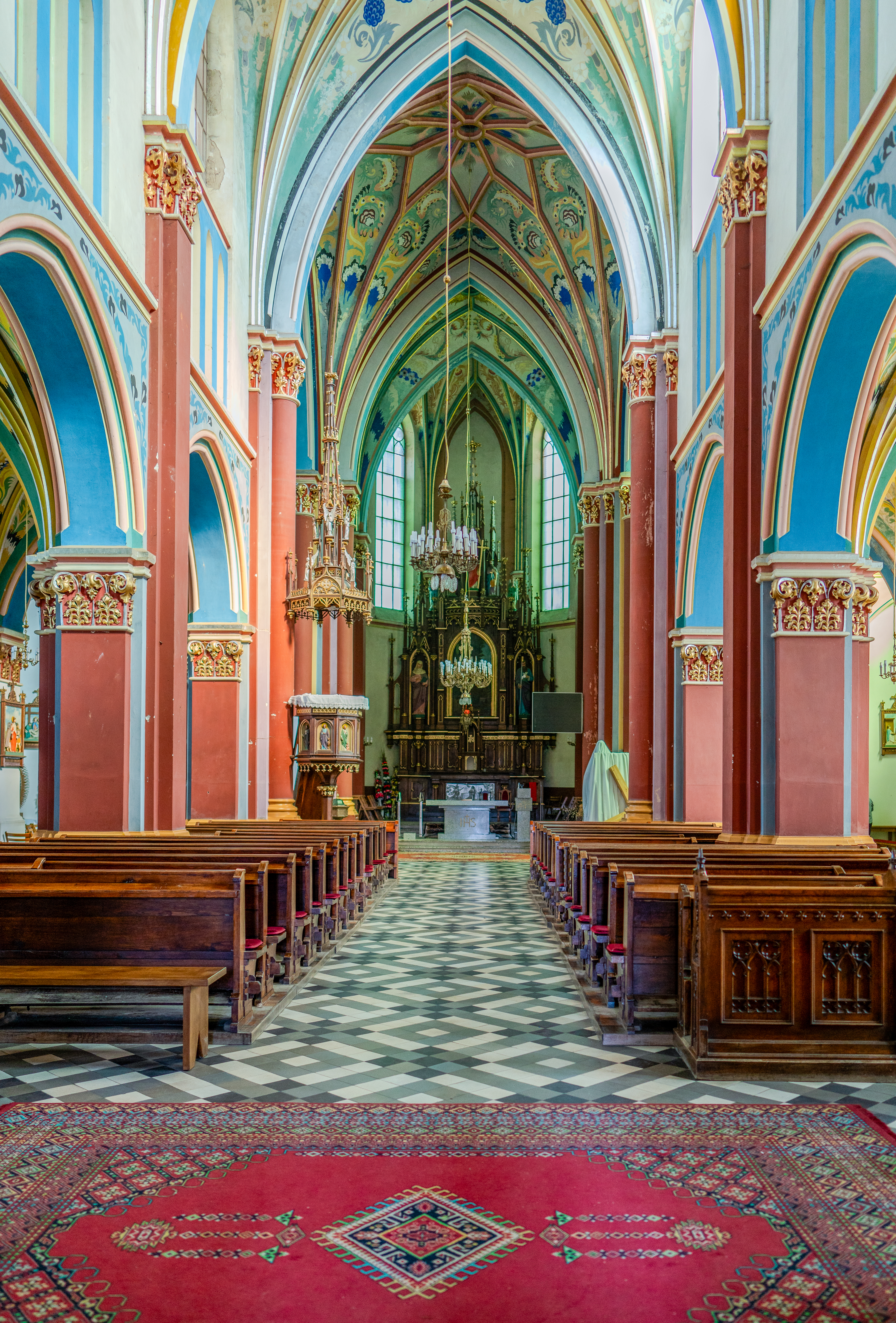
Wnętrze kościoła